# Fowler (Indiana)
Fowler es un pueblo ubicado en el condado de Benton en el estado estadounidense de Indiana. En el Censo de 2010 tenía una población de 2317 habitantes y una densidad poblacional de 637,63 personas por km².

## Geografía
Fowler se encuentra ubicado en las coordenadas 40°37′1″N 87°19′8″O / 40.61694, -87.31889. Según la Oficina del Censo de los Estados Unidos, Fowler tiene una superficie total de 3.63 km², de la cual 3.62 km² corresponden a tierra firme y (0.43%) 0.02 km² es agua.

## Demografía
Según el censo de 2010, había 2317 personas residiendo en Fowler. La densidad de población era de 637,63 hab./km². De los 2317 habitantes, Fowler estaba compuesto por el 96.68% blancos, el 0.56% eran afroamericanos, el 0.09% eran amerindios, el 0.13% eran asiáticos, el 0% eran isleños del Pacífico, el 0.95% eran de otras razas y el 1.6% pertenecían a dos o más razas. Del total de la población el 3.93% eran hispanos o latinos de cualquier raza.